# Quặng apatit Lào Cai
Quặng apatit Lào Cai là một loại quặng phosphat có nguồn gốc trầm tích biển, thành hệ tiền Cambri chịu các tác dụng biến chất và phong hoá. Các khoáng vật phosphat trong đá trầm tích không nằm ở dạng vô định như ta tưởng trước đây mà nằm ở dạng ẩn tinh, phần lớn chúng biến đổi giữa floroapatit Ca5(PO4)6F2 và cacbonat-floroapatit Ca5([PO4],[CO3])3F. Hầu hết các phosphat trầm tích dưới dạng cacbonat-floroapatit gọi là francolit. Dưới tác dụng của biến chất các đá phi quặng biến thành đá phiến, dolomit và quaczit, còn đá chứa phosphat chuyển thành quặng apatit-dolomit.

## Đặc điểm

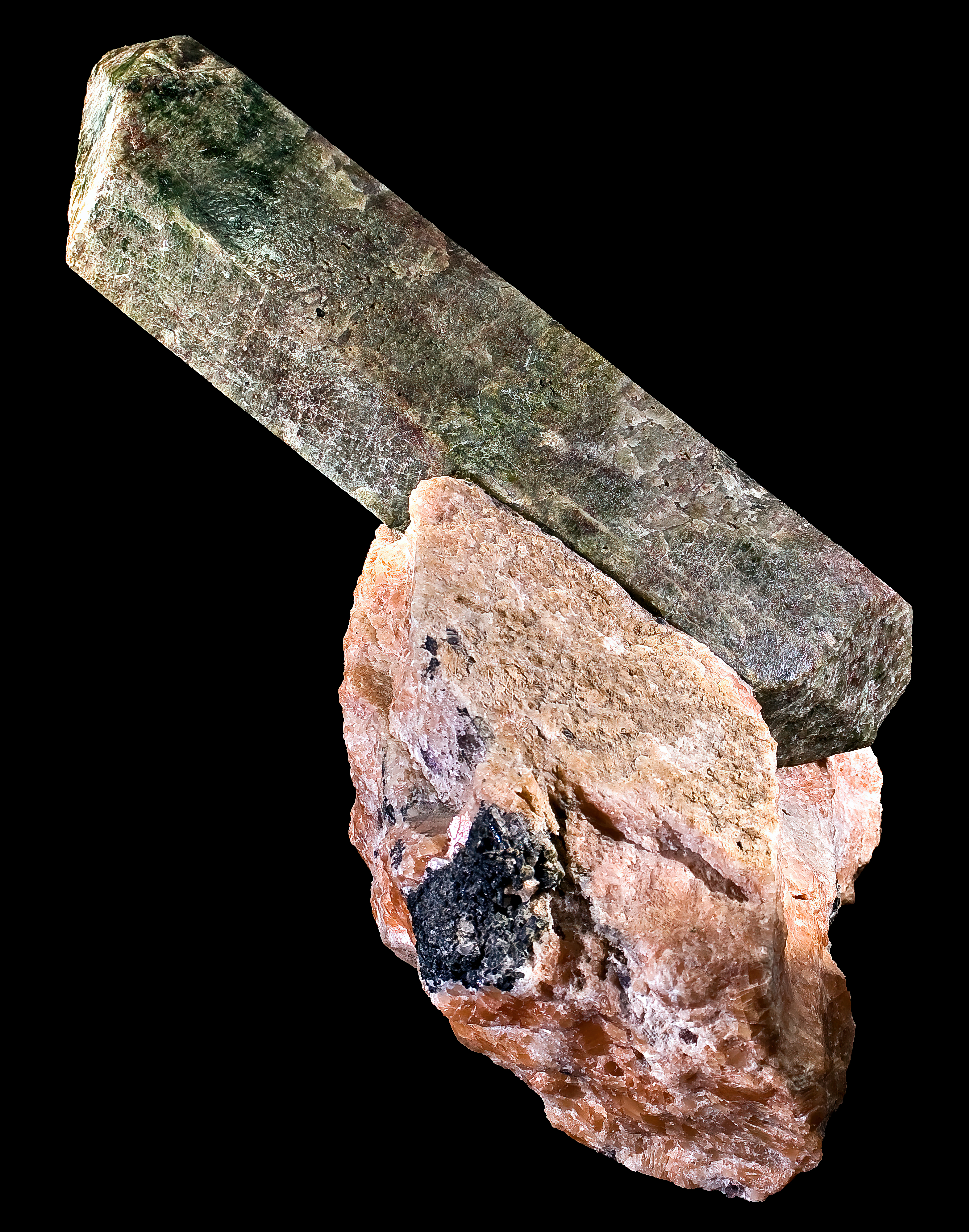
Tinh thể apatit

Quặng apatit Lào Cai là loại quặng thuộc thành hệ metan phosphorit (apatit-dolomit), là thành hệ chủ yếu được sử dụng cho ngành công nghiệp sản xuất phân bón chứa lân ở nước ta. Về trữ lượng thuộc thành hệ apatit-dolomit có trữ lượng lớn nhất phân bố dọc theo bờ phải sông Hồng thuộc địa phận Lào Cai. Mỏ apatit Lào Cai có chiều dày 200m, rộng từ 1–4 km chạy dài 100 km nằm trong địa phận Việt Nam, từ Bảo Hà ở phía Đông Nam đến Bát Xát ở phía Bắc, giáp biên giới Trung Quốc.
Quặng apatit ở đây được phát hiện từ năm 1924. Các nhà địa chất đã hoàn thành các nghiên cứu về khảo sát chi tiết địa tầng chứa apatit, nghiên cứu cấu trúc kiến tạo của khu mỏ, nghiên cứu và xác định trữ lượng từng loại quặng.

## Phân loại

### Phân loại theo thạch học
Căn cứ vào đặc điểm thạch học người ta chia toàn bộ khu mỏ apatit Lào Cai thành 8 tầng, ký hiệu từ dưới lên trên (theo mặt cắt địa chất) là tầng cốc san (KS) KS1, KS2,... KS7, KS8. Trong đó, quặng apatit nằm ở các tầng KS4, KS5, KS6 và KS7. Trong từng tầng lại được chia thành các đới phong hóa hóa học và chưa phong hoá hoá học.
- Tầng KS4 ( còn gọi là tầng dưới quặng) là tầng nham thạch apatit cacbonat - thạch anh - muscovit có chứa cacbon. Nham thạch của tầng này thường có màu xám sẫm, hàm lượng chất chứa cacbon tương đối cao, khoáng vật chứa cacbonat là đolomit và canxit trong đó đolomit nhiều hơn canxit. Tầng này gồm hai loại phiến thạch chính là dolomit -apatit - thạch anh và apatit - thạch anh - dolomit, chứa khoảng 35-40% apatit, các dạng trên đều chứa một lượng cacbon nhất định và các hạt pyrit phân tán xen kẽ nhau, chiều dày của tầng này từ 35-40m.
- Tầng KS5 (còn gọi là tầng quặng): Đây là tầng apatit cacbonat. Nham thạch apatit cacbonat nằm trên lớp phiến thạch dưới quặng và tạo thành tầng chứa quặng chủ yếu trong khu vực bể photphorit. Nằm dọc theo trung tâm khu mỏ Lào Cai từ Đông Nam lên Tây Bắc chạy dài 25 km. Quặng apatit hầu như đơn khoỏng thuộc phần phong hoá của tầng quặng (KS5) có hàm lượng P2O5 từ 28-40% gọi là quặng loại 1, chiều dày tầng quặng dao động từ 3-4m tới 10-12m. Ngoài ra, còn có các phiến thạch apatit - đolomit, đolomit -apatit - thạch anh - muscovit.
- KS6, KS7 (còn gọi là tầng trên quặng). Nằm trên các lớp nham thạch của tầng quặng và thường gắn liền với các bước chuyển tiếp trầm tích cuối cùng. Nham thạch của tầng này khác với loại apatit cacbonat ở chỗ nó có hàm lượng thạch anh, muscovit và cacbonat cao hơn nhiều và hàm lượng apatit giảm. Phiến thạch của tầng này có màu xỏm xanh nhạt, ở trong đới phong hoá thường chuyển thành màu nâu sẫm. Về thành phần khoáng vật, khoáng vật tầng trên quặng gần giống như tầng dưới quặng nhưng ít muscovit và hợp chất chứa cacbon hơn và hàm lượng apatit cao hơn rõ rệt. Chiều dày của tầng quặng này từ 35-40m.

### Phân loại theo thành phần vật chất
Dựa vào sự hình thành và thành phần vật chất nên trong khoáng sàng apatit Lào Cai phân chia ra bốn loại quặng khác nhau.
- Quặng loại I: Là loại quặng aptatit hầu như đơn khoáng thuộc phần không phong hóa của tầng quặng KS5 hàm lượng P2O5 chiếm khoảng từ 28-40%.
- Quặng loại II: Là quặng apatit-dolomit thuộc phần chưa phong hóa của tầng quặng KS5 hàm lượng P2O5 chiếm khoảng 18-25%.
- Quặng loại III: Là quặng apatit-thạch anh thuộc phần phong hóa của tầng dưới quặng KS4 và trên quặng KS6 và KS7, hàm lượng P2O5 chiếm khoảng từ 12-20%, trung bình khoảng 15%.
- Quặng loại IV: Là quặng apatit-thạch anh-dolomit thuộc phần chưa phong hóa của tầng dưới quặng KS4 và các tầng trên quặng KS6 và KS7 hàm lượng P2O5 khoảng 8-10%.

Xuất phát từ điều kiện tạo thành của tầng quặng và dựa vào kết quả phân tích thành phần vật chất, vị trí phân bố, đặc tính cơ lý và công nghệ, quặng apatit Lào cai được chia làm 2 kiểu : kiểu quặng apatit nguyên sinh và kiểu apatit phong hoá. Các tầng cốc san được chia làm 2 đới: đới phong hoá hoá học và đới chưa phong hoá hoá học.
Quặng apatit loại 3 Lào Cai là quặng apatit- thạch anh nằm trong đới phong hoá thuộc các KS4 và KS6,7 có chứa 12,20% P2O5.
Quặng apatit loại 3 là quặng phong hoá ( thứ sinh) được làm giàu tự nhiên nên quặng mền và xốp hơn quặng nguyên sinh
Đây chính là đất đá thải trong quá trình khai thác quặng apatit loại 1 và là nguyên liệu cho nhà máy tuyển quặng apatit loại 3 Lào Cai.

## Thành phần hóa học
Theo các tài liệu địa chất, trong các loại quặng apatit loại một loại 2 cũng như loại 3, khoáng vật apatit đều có cấu trúc Ca5F (PO4)3 thuộc loại fluoapatit, trong đó có khoảng 42,26% P2O5; 3,78%F và khoảng 50% CaO các mẫu quặng 3 ở các cốc san đã được lấy và phân tích thành phần hóa học.